# Skaramangas
Skaramangas (gr. Σκαραμαγκάς) – miejscowość w Grecji, w administracji zdecentralizowanej Attyka, w regionie Attyka, w jednostce regionalnej Ateny-Sektor Zachodni, w gminie Chaidari. W 2011 roku liczyła 1255 mieszkańców.

## Stocznia
W latach 30. założyła tu stocznię związana z wyspą Chios rodzina Scaramanga pochodzenia genueńskiego od stuleci osiadła na tej wyspie. We współdziałaniu z Królewską Marynarką Grecką otworzono w 1939 stocznię pod nazwą 'Królewska Grecka Stocznia Okrętowa’ (RNHS) by zbudować tu dwa torpedowce. Podczas rządów pułkowników w latach 70. stocznię upaństwowiono, a po upadku monarchii greckiej 1 czerwca 1973 usunięto z nazwy odniesienie do króla.
Mimo dywersyfikacji działalności przemysłowej i ogromnego rozwoju rafinerii stocznia borykając się z kłopotami pieniężnymi przeprowadziła w 1978 znaczną restrukturyzację, nie unikając wszakże prywatyzacji pod groźbą bankructwa z końcem roku 2001. W tym trudnym okresie nastąpił poważny spadek liczby mieszkańców: z 2606 w roku 1991 do 1049 w dziesięć lat później. Stocznię sprzedano niemieckim inwestorom pod przywództwem grupy HDW, jednostki zależnej koncernu ThyssenKrupp, którzy stali się jedynymi jej właścicielami.
Ostatnio (2010) rozważano sprzedaż ok. 75% stoczni kapitałowi arabskiemu, a w 2011 próbuje się sprzedać Polsce okręt podwodny typu 214 wzbudzającego wiele zastrzeżeń.